# Phaeosphaeria pontiformis
Phaeosphaeria pontiformis är en svampart som först beskrevs av Karl Wilhelm Gottlieb Leopold Fuckel, och fick sitt nu gällande namn av Leuchtm. 1984. Phaeosphaeria pontiformis ingår i släktet Phaeosphaeria och familjen Phaeosphaeriaceae.   Inga underarter finns listade i Catalogue of Life.